# Leonardo Charles Zaffiri Duarte Mathias
Leonardo Charles Zaffiri Duarte Mathias (* 10. Februar 1936 in Lissabon; † 22. April 2020) war ein Diplomat aus Portugal.

## Leben
Mathias wurde in der portugiesischen Hauptstadt Lissabon als Sohn des portugiesischen Diplomaten, Politikers und Schriftstellers Marcelo Mathias und der Griechin Fedora Charles Zaffiri geboren, die sich während des diplomatischen Dienstes seines Vaters in Athen kennengelernt hatten. Sein jüngerer Bruder Marcello de Zaffiri Duarte Mathias wurde ebenfalls Diplomat. Mathias studierte Geschichte und Philosophie an der Universität Lissabon.
Nach seinem Eintritt in den Auswärtigen Dienst des portugiesischen Außenministeriums war Mathias an verschiedenen Stellen tätig, bis er 1976 erstmals Botschafter wurde, an der neueröffneten Botschaft Portugals in der irakischen Hauptstadt Bagdad. 1979 wechselte er in die Ständige Vertretung Portugals bei der UNO, bis er 1981 Staatssekretär im Außenministerium seines Landes wurde (bis 1982).
1982 wurde er zum Portugiesischen Botschafter in den Vereinigten Staaten berufen. Er blieb dort bis 1986. Nach dem Beitritt seines Landes zur Europäischen Wirtschaftsgemeinschaft (heute EU) 1986 wurde er Ständiger Vertreter Portugals dort.
Ab 1989 vertrat er die portugiesischen Interessen als Botschafter Portugals in Brasilien, um ab 1993 Portugiesischer Botschafter in Spanien zu werden, bis 1999. Danach wurde er als portugiesischer Vertreter in Frankreich berufen, wo er bis 2001 tätig blieb.
2001 wurde er Beauftragter der Mission des Außenministeriums Portugals für Osttimor-Fragen.

## Auszeichnungen
- Christusorden (Großkreuz) am 7. September 1982
- Orden des Infanten Dom Henrique (Großkreuz) am 25. Mai 1985
- Portugiesischer Verdienstorden (Großkreuz) am 11. Oktober 1996[5]

Neben diesen Auszeichnungen in Portugal erhielt Mathias eine Reihe Orden im Ausland, darunter den spanischen Orden de Isabel la Católica (am 17. August 1998), den brasilianischen Orden vom Kreuz des Südens, den Silvesterorden des Vatikans, den französischen Orden der Ehrenlegion, den Verdienstorden der Italienischen Republik und den Orden der Krone von Thailand, neben weiteren, meist europäischen und brasilianischen Orden.